# Cephaloscyllium sarawakensis
Cephaloscyllium sarawakensis  (лат.) — один из видов рода головастых акул, семейство кошачьих акул (Scyliorhinidae). Это малоизученный вид, известный по нескольким экземплярам, попавшим в сети на краю континентального шельфа Саравака, Малайзия, и подводным фотографиям, сделанным у берегов острова Хайнань (КНР).

## Ареал
Cephaloscyllium sarawakensis обитает в северо-западной, западной и центральной части Тихого океана, на краю континентального шельфа Саравака (Малайзия) и у берегов острова Хайнань (КНР) на глубине 116—165 м.

## Описание
Это небольшая донная рыба. Максимальный размер составляет 40,8 см. У неё довольно стройное тело с короткой головой. Короткая и закруглённая морда слегка приплюснута. Борозды в углах рта отсутствуют. Зубы мелкие. Первый спинной плавник находится напротив брюшных плавников. Расстояние от кончика морды до спинного плавника составляет 44—48 %, а до основания грудных плавников — 20 % от длины тела. Ширина головы составляет 42—50 % от длины головы. Первый спинной плавник больше второго. Грудные плавники довольно крупные и широкие. Ноздри обрамлены кожными складками, не достигающими рта. Окрас коричневый. На спине имеются несколько седловидных тёмных пятен.

## Биология и экология
Самцы достигают половой зрелости при длине 32,5—37,2, а самки при длине 35,4—40,8. Этот вид размножается, откладывая яйца. Подобно прочим головастым акулам австралийские головастые акулы способны накачиваться водой или воздухом, будучи вытащенными из воды, и раздуваться в случае опасности; таким способом они расклиниваются в щелях, не позволяя себя схватить, и даже отпугивают хищника.

## Взаимодействие с человеком
Изредка в качестве прилова попадает в глубоководные сети. Для оценки состояния сохранности вида данных недостаточно.